# Merveilles de la nature
Série True-Life Adventures
Pour plus de détails, voir Fiche technique et Distribution.
Merveilles de la nature (The Best of Walt Disney's True-Life Adventures) est une compilation d'extraits des films documentaires américains de la série True-Life Adventures. Le film produit par Walt Disney Productions, réalisé par James Algar est diffusé par Buena Vista Distribution le 8 octobre 1975. Le film est composé d'extraits des 13 longs et courts métrages documentaires sur la nature primés d'un Oscar, produits entre 1948 et 1960.

## Synopsis
Le film s'ouvre sur un hommage à Walt Disney, pionnier des films sur la nature et amoureux des animaux, suivi d'une compilation d'extraits de la série True-Life Adventures présentant des animaux de toutes sortes représentés dans des moments dramatiques et fascinants dans leurs habitats de l'Amérique des prairies au désert nord-américain, de l'Afrique à la jungle amazonienne ou de l'Arctique.
- L'Île aux phoques (1948)
- La Vallée des castors (1950)
- La Terre, cette inconnue (1951)
- Le Seigneur de la forêt (1952)
- Les Oiseaux aquatiques (1952)
- Au pays des ours (1953)
- Everglades, monde mystérieux (1953)
- Le Désert vivant (1953)
- La Grande Prairie (1954)
- Lions d'Afrique (1955)
- Les Secrets de la vie (1956)
- Le Désert de l'Arctique (1958)
- Le Jaguar, seigneur de l'Amazone (1960)

## Fiche technique
- Titre original : The Best of Walt Disney's True-Life Adventures
- Titre français : Merveilles de la nature
- Réalisation : James Algar
- Producteur : Ben Sharpsteen, James Algar
- Scénario : James Algar, Winston Hibler, Ted Sears
- Narrateur : Winston Hibler
- Musique : Paul Smith, Oliver Wallace, Buddy Baker
- Photographie : Alfred G. Milotte, Elma Milotte, N. Paul Kenworthy, Robert H. Crandall, Hugh A. Wilmar, James R. Simon, Herb et Lois Crisler, Tom McHugh, Jack C. Couffer,
- Montage : Norman Palmer, Lloyd L. Richardson, Anthony Gerard, Gregg McLaughlin, Gordon Brenner,
- Société de production : Walt Disney Productions
- Société de distribution : Buena Vista Distribution
- Pays d'origine :  États-Unis
- Durée : 89 min

Sauf mention contraire, les informations proviennent des sources suivantes : Leonard Maltin, Mark Arnold et IMDb

## Sorties cinéma
Sauf mention contraire, les informations suivantes sont issues de l'Internet Movie Database
- États-Unis : 8 octobre 1975
- Finlande : 23 janvier 1976
- Royaume-Uni : 15 février 1976
- France : 19 mai 1976
- Uruguay : 3 juillet 1976 (Montevideo)
- Danemark : 3 août 1976
- Portugal : 18 février 1977
- Hongrie : 17 juillet 1980

## Production
Le film comporte une introduction sur Walt Disney avec ses principales productions issues des nombreuses émissions télévisées (regroupées en français sous le titre Le Monde merveilleux de Disney) comme Mickey Mouse, Donald Duck, Blanche-Neige et les Sept Nains (1937), Dumbo (1941) et Bambi (1942) puis le narrateur poursuit sur la présentation de la série True-Life Adventures. Il explique comment ont été créés ces films primés aux Oscars. Mark Arnold liste près d'une trentaine d'organismes ayant coopéré à la production de ces films parmi eux : la Smithsonian Institution, le Parc national du Serengeti, le Parc national du Mont Kenya, le Parc national Kruger, le National Park Service ou Parcs Canada. Ce film étant essentiellement une compilation d'images d'archives son coût de production était relativement faible

## Exploitation et analyse
Le film est sorti aux États-Unis le 8 octobre 1975. The Best of Walt Disney's True-Life Adventures est sorti uniquement en VHS au Royaume-Uni dans les années 1980. À ce jour, il n'a jamais été diffusé sur aucun format physique aux États-Unis par Walt Disney Studios Home Entertainment. En France, le film a été diffusé en 1975 sous le titre Merveilles de la nature accompagné du court métrage d'animation Picsou banquier. Mark Arnold indique que l'intégrale de la série True-Life Adventures a été commercialisée dans un coffret de 4 DVDs mais sans cette compilation, inutile pour lui.
Mark Arnold explique que lors de sa sortie en salles, peu de publicité semble avoir été fait hormis dans le magazine Disney News. De plus dans les années 1970, les films sur la nature n'étaient plus à l'ordre du jour et il faudra attendre 2005 et La Marche de l'empereur de Luc Jacquet pour les revoir sur le devant de la scène.
Le film était disponible en téléchargement numérique sur plusieurs plateformes : Amazon Video, YouTube, Disney Movies Anywhere  et iTunes.